# Каро Алабян
Каро Семе́нович Алабя́н (вірм. Կարո Հալաբյան; (14 (26) липня 1897 , Гянджа  — 5 січня 1959 , Москва ) — вірменський радянський архітектор. Дійсний член Академії будівництва і архітектури СРСР.

## Життєпис
Народився в місті Єлисаветполь (нині Гянджа, Азербайджан).
У 1929 закінчив Вищий художньо-технічний інститут (ВХУТЕІН) в Москві. Працював в інституті «Моспроект».
У 1929 був серед засновників Всеросійського товариства пролетарських архітекторів, яке декларувало своєю метою «створення нової пролетарської архітектури».
Після створення в 1932 Спілки радянських архітекторів Алабян став її відповідальним секретарем.
17 червня 1937 на першому з'їзді радянських архітекторів заявив: «Ми, радянські архітектори, всіляко повинні посилити боротьбу проти шкідливих буржуазних теорій і теорійок, проти ідеалістичного розуміння архітектурної творчості, проти явного та прихованого формалізму». Очолював Спілку радянських архітекторів до 1950.
У 1949—1953 був віце-президентом Академії архітектури СРСР.
Був членом КПРС (з 1917 — тоді РСДРП(б)). Депутат Верховної Ради СРСР першого та другого скликань (1937—1950).
Нагороджено двома орденами та медалями.
Був одружений з актрисою Людмилою Целіковською (став її четвертим чоловіком). 1949 року в них народився син Олександр.
Каро Алабян помер 5 січня 1959 від раку легенів на 62-му році життя. Поховано архітектора на Новодівочому цвинтарі в Москві.

## Творчість

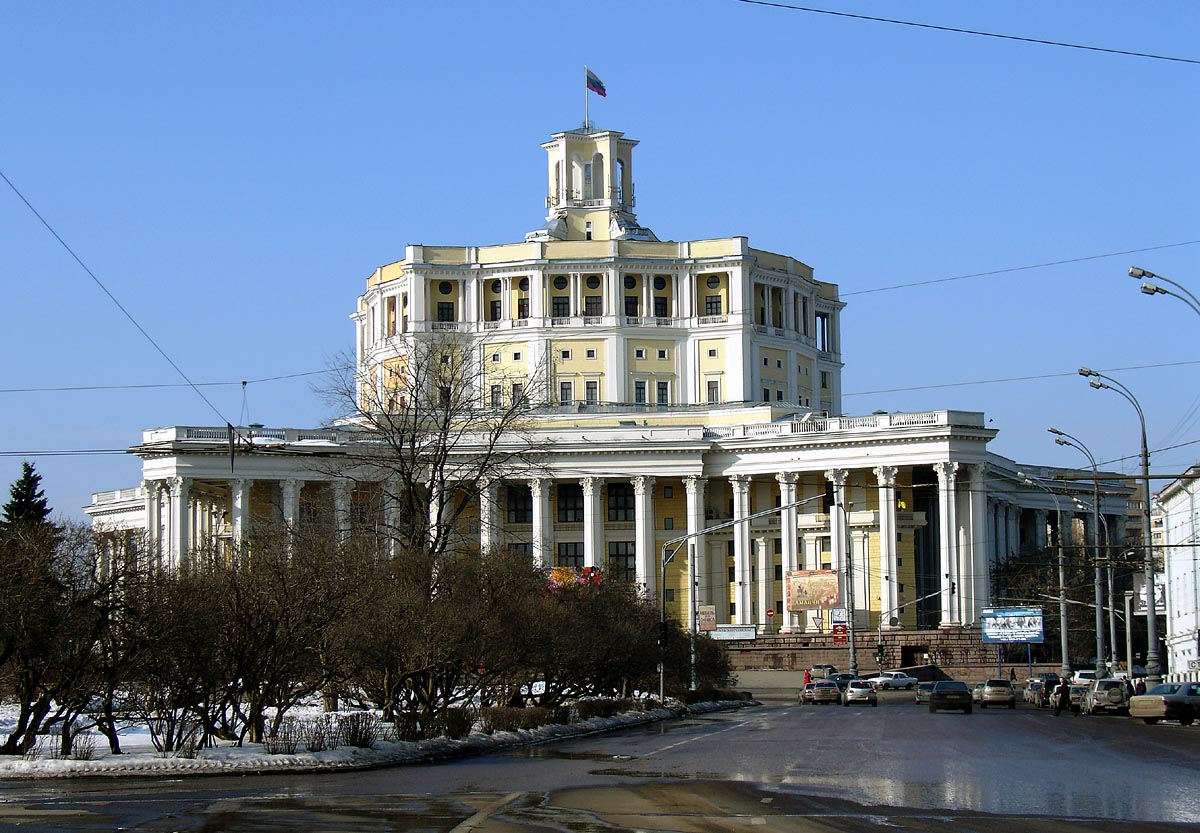
Театр Червоної Армії в Москві. Загальний вигляд

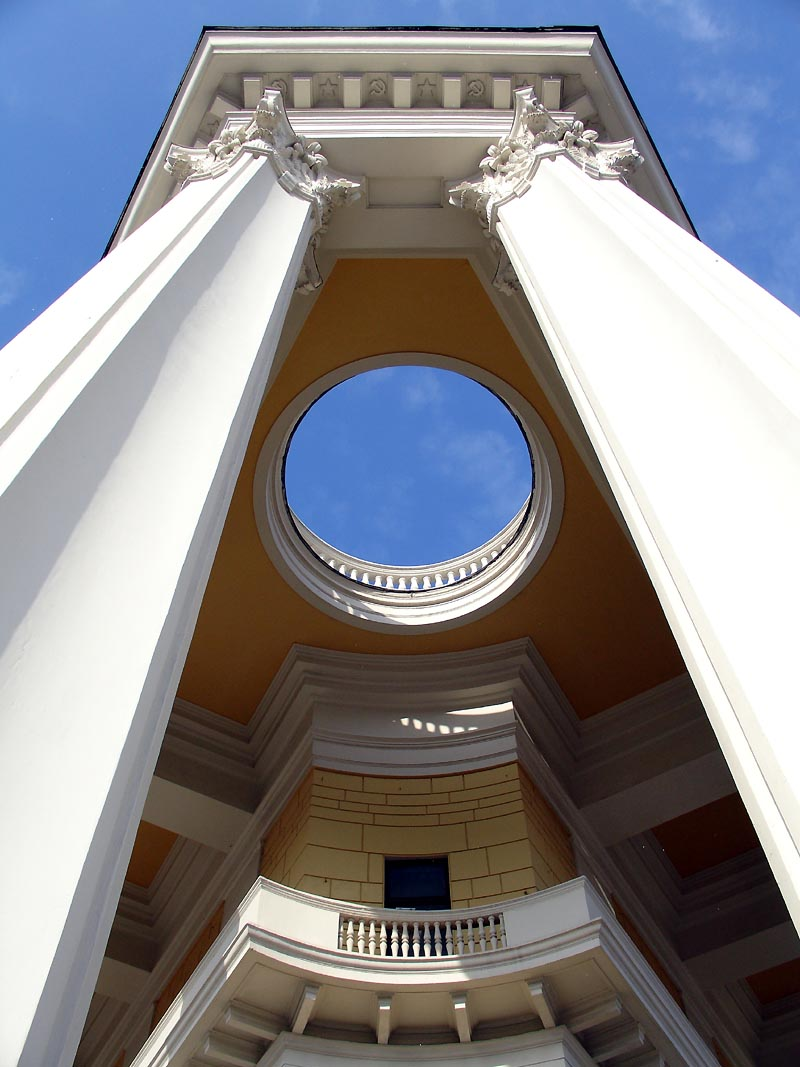
Театр Червоної Армії в Москві. Деталь

Ранні роботи Алабяна виконано в дусі конструктивізму (житловий будинок в Єревані, 1929—1930, та ін.), пізніше звернувся до класичної спадщини.
У 1933 на конкурсі на проект Палацу Рад отримав першу премію. Брав участь у розробці Генерального плану реконструкції Москви (1935).
Найголовніші роботи Алабяна:
- Центральний театр Радянської Армії в Москві (1934—1940, співавтор — архітектор Василь Симбірцев),
- павільйон Вірменської РСР на Виставці досягнень народного господарства (1939, 1954),
- генеральний план відбудови Сталінграда (1945, співавтор — М. X. Поляков та ін.),
- морський вокзал в Сочі (1955),
- надземний вестибюль станції метро «Червонопресненська» (1952).
- житловий масив Хімки — Ховрино в Москві.

Брав участь у створенні павільйону СРСР на Всесвітній виставці в Нью-Йорку 1939 року (у співавторстві з Борисом Іофаном).